# Mücendra pilavı
Mücendra pilavı é um tipo de pilav feito com arroz, cebola e lentilhas, da culinária do Norte de Chipre.
 Mücendra é uma palavra em turco cipriota tomada da língua árabe e significa lentilhas verdes. Considera-se como um prato de pobres.